# Imre Thököly

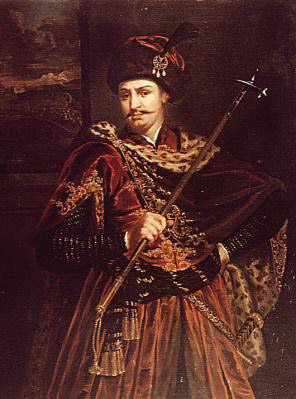
Imre Thököly.

Imre (Emmerich) Thököly,  född den 25 april 1657, död den 13 september 1705, var en ungersk greve.
Thököly tillhörde en ungersk magnatsläkt, som härstammade från Sebestyen Thököly (död 1607), vilken från hästhandlare svingade sig upp till baron. Hans sonsons son, Imre Thököly, flydde efter faderns död som rebell till Siebenbürgen och valdes 1678 av de landsflyktiga ungerska herrarna ("kurucerna") till anförare i deras resning emot kejsar Leopold. Understödd av franska subsidier lade han före årets slut hela norra och nordvästra Ungern under sig. 
År 1682 slöt han förbund med turkarna, vilka erkände honom som tributskyldig "furste av övre Ungern", och sedan han samma år, genom gifte med Frans I Rákóczys änka, kommit i besittning av familjen Rákóczys ofantliga förmögenhet, upptog han kampen mot kejsaren på nytt. Vid turkarnas tåg mot Wien blev Thököly av Karl av Lothringen slagen vid Pressburg, sökte sedan förgäves försoning med kejsaren och blev dessutom övergiven av en mängd anhängare. 
Av turkarna misstänkt för förräderi hölls han en tid i fängsligt förvar, men utnämndes 1689 av sultanen till furste av (det av österrikarna ockuperade) Siebenbürgen. Han segrade vid Zernest, men måste för prinsen av Baden dra sig tillbaka till Valakiet, återkom 1691, men kunde inte hävda sin ställning. Efter krigets slut (1699) levde han som "greve av Viddin" på en turkisk pension.